# 71. додела Оскара
Церемонија 71. доделе Оскара (енгл. 71st Academy Awards ceremony), коју организује Академија филмских уметности и наука, одала је почаст најбољим филмовима из 1998. године и одржана је 21. марта 1999. године у Дороти Чендлер павиљону у Лос Анђелесу, са почетком у 17:30 по пацифичком времену. Током церемоније, Академија је доделио награде Оскар у 24 категорије. Церемонија је у Сједињеним Америчким Државама емитована на каналу Еј-Би-Си, а продуцирао ју је Гил Кејтс, док ју је режирао Луис Џ. Хорвиц. Глумица Вупи Голдберг била је домаћин по трећи пут. Први пут је водила 66. церемонију 1994. године, а затим 68. церемонију 1996. године. Скоро месец дана раније, на церемонији одржаној 27. фебруара у хотелу Риџент Беверли Вилшир у Беверли Хилсу у Калифорнији, награде за техничка достигнућа доделила је Ен Хејч у улози домаћина.
Филм Заљубљени Шекспир освојио је седам награда, укључујући и награду за најбољи филм. Други добитници су Спасавање редова Рајана са пет награда, Живот је леп са три, као и Град злочина, Bunny, Election Night, Елизабета, Богови и чудовишта, The Last Days, The Personals: Improvisations on Romance in the Golden Years, Принц Египта и Док будан сањам са по једном наградом. Пренос церемоније гледало је скоро 46 милиона људи у Сједињеним Америчким Државама.

## Победници и номиновани
Номинације за 71. доделу Оскара објављене су 9. фебруара 1999. године у Самјуел Голдвин театру на Беверли Хилсу, у Калифорнији, од стране председника Академије Роберта Рејма и глумца Кевина Спејсија. Филм Заљубљени Шекспир добио је највише номинација, чак 13, док је Спасавање редова Рајана био на другом месту са 11 номинација.
Победници су објављени током церемоније одржане 21. марта 1999. године. Филм Живот је леп био је други филм номинован истовремено за најбољи филм и најбољи филм на страном језику у истој години (први је био Z из 1969. године). Такође, његових 7 номинација представља рекорд за филм на страном језику. Роберто Бенињи, добитник награде за најбољег глумца, био је друга особа у историји награде која је режирала филм за којег је добила Оскара за глуму. Први је био Лоренс Оливије за своју улогу у Хамлету из 1948. године. Бенињи је постао и четврта особа која је добила номинације за глуму, режију и сценарио за исти филм. Поред тога, он је био трећи глумац који је освојио Оскара за улогу на неенглеском језику. Захваљујући својим номинацијама за улогу краљице Елизабете I, номинована за најбољу глумицу Кејт Бланчет и добитница награде за најбољу споредну глумицу Џуди Денч постале су први пар глумица номинованих у истој години за тумачење истог лика у различитим филмовима. Фернанда Монтенегро, номинована за најбољу глумицу, постала је прва (и до данас једина) особа из Бразила номинована за ту награду.

### Награде
Добитници су наведени први, истакнути подебљаним словима и означени двоструким бодежом (‡).
| Најбољи филм - Заљубљени Шекспир – Дејвид Парфит, Дона Џелоти, Харви Вајнстин, Едвард Звик и Марк Норман, продуценти‡ - Елизабета – Алисон Овен, Ерик Фелнер и Тим Беван, продуценти - Живот је леп – Елда Фери и Ђанлуиђи Браски, продуценти - Спасавање редова Рајана – Стивен Спилберг, Ијан Брајс, Марк Гордон и Гари Левинсон, продуценти - Танка црвена линија – Роберт Мајкл Гајслер, Грант Хил и Џон Робердо, продуценти               | Најбољи редитељ - Стивен Спилберг – Спасавање редова Рајана‡ - Роберто Бенињи – Живот је леп - Џон Маден – Заљубљени Шекспир - Теренс Малик – Танка црвена линија - Питер Вир – Труманов шоу |
| Најбољи глумац у главној улози - Роберто Бенињи – Живот је леп као Гвидо Орефиче‡ - Том Хенкс – Спасавање редова Рајана као капетан Џон Х. Милер - Ијан Макелен – Богови и чудовишта као Џејмс Вејл - Ник Нолти – Affliction као Вејд Вајтхаус - Едвард Нортон – Америчка историја икс као Дерек Винјард | Најбоља глумица у главној улози - Гвинет Палтроу – Заљубљени Шекспир као Виола де Лесепс‡ - Кејт Бланчет – Елизабета као краљицаЕлизабета I Тјудор - Фернанда Монтенегро – Централна станица Бразила као Исидора Дора Теишеира - Мерил Стрип – Права ствар као Кејт Гулден - Емили Вотсон – Хилари и Џеки као Џеклин ду Пре |
| Најбољи глумац у споредној улози - Џејмс Коберн – Affliction као Глен Вајтхаус‡ - Роберт Дувал – Грађанска парница као Џером Фачер - Ед Харис – Труманов шоу као Кристоф - Џефри Раш – Заљубљени Шекспир као Филип Хенслоу - Били Боб Торнтон – A Simple Plan као Џејкоб Мичел | Најбоља глумица у споредној улози - Џуди Денч – Заљубљени Шекспир као краљицаЕлизабета I Тјудор‡ - Кети Бејтс – Председничке боје као Либи Холден - Бренда Блетин – Мали глас као Мери Хоф - Рејчел Грифитс – Hilary and Jackie као Хилари ду Пре - Лин Редгрејв – Богови и чудовишта као Хана |
| Најбољи оригинални сценарио - Заљубљени Шекспир – Марк Норман и Том Стопард‡ - Булворт – Ворен Бејти и Џереми Пиксер - Живот је леп – Винченцо Черами и Роберто Бенињи - Спасавање редова Рајана – Роберт Родат - Труманов шоу – Ендру Никол | Најбољи адаптирани сценарио - Богови и чудовишта – Бил Кондон по роману Father of Frankenstein Кристофера Брама ‡ - Веома опасна романса – Скот Френк по истоименом роману Елмора Леонарда - Председничке боје – Елејн Меј по истоименом роману Џоа Клајна - Једноставан план – Скот Б. Смит по свом истоименом роману - Танка црвена линија – Теренс Малик по роману Џејмса Џоунса |
| Најбољи међународни филм - Живот је леп (Италија) на италијанском – Роберто Бенињи‡ - Централна станица Бразила (Бразил) на португалском – Валтер Салес - Деца раја (Иран) на персијском – Маџид Маџиди - The Grandfather (Шпанија) на шпанском – Хосе Луис Гарси - Tango (Аргентина) на шпанском – Карлос Саура | Најбољи документарни филм - The Last Days – Џејмс Мол и Кенет Липер‡ - Dancemaker – Метју Дајмонд и Џери Купфер - The Farm: Angola, USA – Џонатан Стек и Лиз Гарбус - Lenny Bruce: Swear to Tell the Truth – Роберт Б. Вајде - Regret to Inform – Барбара Сонеборн и Џенет Кол |
| Најбољи кратки документарни филм - The Personals: Improvisations on Romance in the Golden Years – Кеико Иби‡ - A Place in the Land – Чарлс Гугенхајм - Sunrise Over Tiananmen Square – Шуи-Бо Ванг и Доналд Маквилијамс | Најбољи краткометражни играни филм - Election Night – Ким Магнусон и Андерс Томас Јенсен‡ - Culture – Вил Спек и Џош Гордон - Holiday Romance – Александар Џови и ЏЏ Кеит - La Carte Postale – Вивијан Гофет - Victor – Симон Сандквист и Јоел Бергвал |
| Најбољи краткометражни анимирани филм - Bunny – Крис Веџ‡ - The Canterbury Tales – Кристофер Грејс и Џонатан Мајерсон - Jolly Roger – Марк Бејкер - More – Марк Озборн и Стив Калафер - When Life Departs – Карстен Килерих и Стефан Фјелдмарк | Најбоља оргинална музика - Живот је леп – Никола Пиовани‡ - Елизабета – Дејвид Хиршфелдер - Плезентвил – Ренди Њумен - Спасавање редова Рајана – Џон Вилијамс - Танка црвена линија – Ханс Зимер |
| Најбољи оригинални звук - Заљубљени Шекспир – Stephen Warbeck‡ - Живот буба – Ренди Њумен - Мулан – музика Метју Вајлдер; текст Дејвид Зипел; оркестар Џери Голдсмит - Patch Adams – Марк Шејман - Принц Египта – музика и текст Стивен Шварц; окрестар Ханс Зимер | Најбоља оригинална песма - When You Believe из филма Принц Египта – музика и текст Стивен Шварц‡ - I Don't Want to Miss a Thing из филма Армагедон – музика и текст Дајана Ворен - That'll Do из филма Бејб, прасе у граду – музика и текст Ренди Њумен - A Soft Place to Fall из филма Шаптач коњима – музика и текст Алисон Мурер и Гвил Овен - The Prayer из филма Чаробни мач: У потрази за Камелотом – музика Карол Бајер Сагер и Дејвид Фостер; текст Карол Бајер Сагер, Дејвид Фостер, Тони Ренис и Алберто Теста |
| Најбоље миксовање звука - Спасавање редова Рајана – Гари Рајдстром и Ричард Химс‡ - Армагедон – Џорџ Вотерс II - Маска Зороа – Дејв Макмојлер | Најбољи звук - Спасавање редова Рајана – Гари Рајдстром, Гари Самерс, Енди Нелсон и Рон Џадкинс‡ - Армагедон – Кевин О'Конел, Грег П. Расел и Кит А. Вестер - Маска Зороа – Кевин О'Конел, Грег П. Расел и Пуд Кусак - Заљубљени Шекспир – Робин О'Донохју, Доминик Лестер и Питер Глосоп - Танка црвена линија – Енди Нелсон, Ана Белмер и Пол Бринкат |
| Најбоља сценографија - Заљубљени Шекспир – уметнички директор: Мартин Чајлдс; декорација сета: Жил Квертије‡ - Елизабета – уметнички директор: Џон Мајр; декорација сета: Питер Хауит - Pleasantville – уметнички директор: Џанин Опвиуол; декорација сета: Џеј Харт - Спасавање редова Рајана – уметнички директор: Том Сандерс; декорација сета: Лиса Дин - Док будан сањам – уметнички директор: Еухенио Занети; декорација сета: Синди Кар | Најбоља фотографија - Спасавање редова Рајана – Јануш Камински‡ - Грађанска парница – Конрад Хол - Елизабета – Реми Адефарасин - Заљубљени Шекспир – Ричард Гритрекс - Танка црвена линија – Џон Тол |
| Најбоља шминка - Елизабета – Џени Ширкор‡ - Спасавање редова Рајана – Лоис Бервел, Конор О'саливан и Даниел К. Стријепеке - Заљубљени Шекспир – Лиса Весткот и Вероника Макалир | Најбољи костим - Заљубљени Шекспир – Санди Пауел‡ - Beloved – Колин Атвуд - Елизабета – Александра Берн - Плезентвил – Јудијана Маковски - Златни баршун – Санди Пауел |
| Најбоља монтажа - Спасавање редова Рајана – Мајкл Кан‡ - Живот је леп – Симона Пађи - Веома опасна романса – Ен В. Коатс - Заљубљени Шекспир – Дејвид Гамбл - Танка црвена линија – Били Вебер, Лесли Џоунс and Сар Клајн | Најбољи визуелни ефекат - Док будан сањам – Џоел Хајнек, Николас Брукс, Стјуарт Робертсон и Кевин Мак‡ - Армагедон – Ричард Р. Хувер, Пат Маклунг и Џон Фрејзијер - Моћни Џо Јанг – Рик Бејкер, Хојт Јетман, Ален Хол и Џим Мичел |

### Почасна награда Академије
Елија Казан је добио награду Оскар за животно дело.

### Меморијална награда Ирвинг Г. Талберг
Норман Џуисон је добио меморијалну награду Ирвинг Г. Талберг.

### Филмови са више номинација и награда
| Бр. номинација | Филм                      |
| -------------- | ------------------------- |
| 13             | Заљубљени Шекспир         |
| 11             | Спасавање редова Рајана   |
| 7              | Елизабета                 |
| 7              | Живот је леп              |
| 7              | Танка црвена линија       |
| 4              | Армагедон                 |
| 3              | Богови и чудовишта        |
| 3              | Плезентвил                |
| 3              | Труманов шоу              |
| 2              | Град злочина              |
| 2              | Централна станица Бразила |
| 2              | Грађанска парница         |
| 2              | Hilary and Jackie         |
| 2              | Маска Зороа               |
| 2              | Веома опасна романса      |
| 2              | Председничке боје         |
| 2              | Принц Египта              |
| 2              | Једноставан план          |
| 2              | Док будан сањам           |

| Бр. награда | Филм                    |
| ----------- | ----------------------- |
| 7           | Заљубљени Шекспир       |
| 5           | Спасавање редова Рајана |
| 3           | Живот је леп            |

## Презентери и уручиоци награде
Списак појединаца који су доделили награде или извели музичке нумере.
| Име(а)                             | Улога |
| ---------------------------------- | --- |
| Ренди Томас                        | спикер за 71. годишњу доделу Оскара |
| Роберт Рејм (председник Академије) | давао уводне речи и поздравио госте на церемонији доделе награда                                                                                         |
| Ким Бејсингер                      | презентер награде за најбољег споредног глумца |
| Гвинет Палтроу                     | презентер награде за најбољу уметничку дирекцију |
| Патрик Стјуарт                     | презентер филмова Елизабета и Заљубљени Шекспир у сегменту за најбољи филм                                                                               |
| Мајк Мајерс                        | презентер награде за најбољу шминку |
| Кристина Ричи                      | уводничарка наступа номиноване песме за најбољу песму When You Believe                                                                                   |
| Брендан Фрејзер                    | презентер награде за најбољи краткометражни играни филм                                                                                                  |
| Флик Хајмлих                       | презентери награде за најбољи анимирани кратки филм |
| Робин Вилијамс                     | презентер награде за најбољу споредну глумицу |
| Крис Рок                           | презентер награде за најбоље звукове и ефекте монтаже |
| Лив Тајлер                         | уводни наступ номиноване песме за најбољу песму I Don't Want to Miss a Thing                                                                             |
| Анџелика Хјустон                   | презентер награде за најбољи звук |
| Том Хенкс                          | уводничар презентера Џона Глена |
| Џон Глен                           | презентер прилога Историјске личности у биоскопу |
| Софија Лорен                       | презентер филма Живот је леп у сегменту за најбољи филм и награде за најбољи међународни филм                                                            |
| Енди Гарсија, Енди Мекдауел        | презентери награде за најбољу оригиналну музику или комедијску музику                                                                                    |
| Џина Дејвис                        | уводничарка посебног плесног наступа уз номиноване песме за најбољу оригиналну драмску музику и презентерка награде за најбољу оригиналну драмску музику |
| Џон Траволта                       | презентер монтаже о Франку Синатри |
| Ана Хеч                            | презентерка сегмента о техничким достигнућима на додели Оскара и награде Гордону Е. Сојеру                                                               |
| Џим Кери                           | презентер награде за најбољу монтажу на филму |
| Рене Зелвегер                      | уводничарка наступа номиноване песме за најбољу песму A Soft Place to Fall                                                                               |
| Николас Кејџ                       | презентер Ирвинг Г. Талберг меморијалне награде за Нормана Џевисона                                                                                      |
| Лијам Нисон                        | презентер награде за најбоље визуелне ефекте |
| Вал Килмер                         | презентер прилога о Џину Аутрију и Роју Роџерсу |
| Хелен Хант                         | презентер награде за најбољег глумца |
| Лиса Кудроу                        | уводничарка наступа номиноване песме за најбољу песму That'll Do                                                                                         |
| Бен Афлек, Мет Дејмон              | презентери награда за најбољи кратки документарни филм и најбољи документарни филм                                                                       |
| Роберт де Ниро, Мартин Скорсезе    | презентери почасне награде Академије за Елију Казана |
| Вупи Голдберг                      | презентер награде за најбољи костим |
| Кетрин Зита Џоунс                  | уводничарка наступа номиноване песме за најбољу песму The Prayer                                                                                         |
| Џенифер Лопез                      | презентер награде за најбољу оригиналну песму |
| Анет Бенинг                        | презентерка сегмента In Memoriam |
| Џек Валенти                        | уводничар презентера Колина Пауела |
| Колин Пауел                        | презентер филмова Спашавање редова Рајан и Танка црвена линија у сегменту за најбољи филм                                                                |
| Ума Турман                         | презентер награде за најбољу кинематографију |
| Џек Николсон                       | презентер награде за најбољу глумицу |
| Стивен Спилберг                    | презентер монтаже о Стенлију Кубрику |
| Голди Хон, Стив Мартин             | презентери награда за најбољи сценарио написан директно за филм и најбољи адаптирани сценарио                                                            |
| Кевин Костнер                      | презентер награде за најбољег режисера |
| Харисон Форд                       | презентер награде за најбољи филм |

### Извођачи
| Име(на)                                                                     | Улога           | Извођење                                                                      |
| --------------------------------------------------------------------------- | --------------- | ----------------------------------------------------------------------------- |
| Бил Конти                                                                   | музички аранжер | оркестарско извођење                                                          |
| Мараја Кери и Витни Хјустон                                                 | извођачи        | When You Believe из Принца Египта                                             |
| Аеросмит                                                                    | извођачи        | I Don't Want to Miss a Thing из Армагедона                                    |
| Хоакин Кортес, Сејвијон Гловер, Тај Џименез, Дезмонд Ричардсон, Раста Томас | извођачи        | плесна тачка синхронизована са нумерама номинованим за Најбољу драмску музику |
| Алисoн Мурер                                                                | извођач         | A Soft Place to Fall из Кротитеља коња                                        |
| Питер Габријел и Ренди Њуман                                                | извођачи        | That'll Do из Бејб, прасе у граду                                             |
| Селин Дион и Андреа Бочели                                                  | извођачи        | The Prayer из У потрази за Камелотом                                          |

## Церемонија доделе награде
Ослањајући се на успех претходне церемоније, која је остварила рекордну гледаност и освојила више Еми награда, Академија филмских уметности и наука тражила је промене које би додатно допринеле успеху церемоније. У јуну 1998. године, председник Академије Роберт Риме најавио је да ће се церемонија први пут у историји одржати у недељу. Академија и телевизијска мрежа Еј-Би-Си надали су се да ће искористити високе рејтинге и гледаност програма који се емитују тог дана у недељи. Академија је такође истакла да ће прелазак на недељу смањити проблеме са саобраћајним гужвама и транспортом, који су значајно мањи викендом.
У јануару 1999, Гил Кејтс изабран је за продуцента церемоније. Одмах је одабрао Оскаром награђену глумицу Вупи Голдберг за водитељку церемоније 71. доделе Оскара. Објашњавајући своју одлуку, Кејтс је изјавио: „Публика обожава Вупи, а та наклоност, уз њен изузетан таленат, чине је фантастичном водитељком за ову прилику.” У изјави, Голдберг је истакла да јој је част и да је узбуђена што је изабрана да води емисију, рекавши: „Одушевљена сам што ћу испратити Оскара у нови миленијум. Ко би помислио да ћу ја водити последњу церемонију Оскара у веку? То је огромна част.”
Неколико других људи учествовало је у продукцији церемоније и повезаних догађаја. Бил Конти био је музички директор свечаности. Поред надзора над извођењима номинованих за најбољу песму, кореографкиња Деби Ален припремила је плесну тачку у којој је учествовало пет плесача из различитих делова света, представљајући номинације за најбољу оригиналну драмску музику.
Први пут, Академија је сама произвела предшоу који је претходио главној телевизијској емисији. Под продукцијом Дениса Дотија, овај тридесетоминутни програм водили су глумица Џина Дејвис и репортер Си-ен-ена Џим Морет. Слично покривености долазака званица на црвени тепих на мрежама попут E!, предшоу је укључивао интервјуе са номинованима и осталим гостима, преглед номинација и сегменте који су истицали припреме иза кулиса за главну емисију.

### Зараде номинованих филмова
На дан објаве номинација, 9. фебруара, укупна зарада пет филмова номинованих за награду најбољи филм износила је 302 милиона долара, с просечном зарадом од 60,4 милиона долара по филму. Највећу зараду међу номинованима остварио је филм Спасавање редова Рајана са 194,2 милиона долара у домаћим биоскопима. Следе га Заљубљени Шекспир (36,5 милиона долара), Танка црвена линија (30,6 милиона долара), Елизабета (21,5 милиона долара) и на крају Живот је леп (18,4 милиона долара).
Од 50 најпрофитабилнијих филмова у години, 36 номинација припало је 13 филмова с те листе. Само су Спасавање редова Рајана (2. место), Труманов шоу (11. место), A Civil Action (40. место) и Председничке боје (50. место) били номиновани за најбољи филм, режију, глуму или сценарио. Остали филмови из првих 50 који су добили номинације били су: Armageddon (1. место), A Bug's Life (5. место), Patch Adams (12. место), Mulan (13. место), Маска Зороа (17. место), Принц Египта (18. место), The Horse Whisperer (24. место), What Dreams May Come (37. место) и Pleasantville (49. место).

### Критике
Церемонија доделе награде је добила мешовите реакције медија. Колумнисткиња Лиза Шварцбаум из магазина Entertainment Weekly нашалила се: „Вупи је синоћ подбацила, знала је то, и ипак је, дрско, то схватила као знак сопствене ексцентричности”. Том Шејлс, телевизијски критичар из The Washington Post-а, пожалио се да је Голдберг „провела много времена смејући се својим шалама, од којих су многе биле непристојне, а неке чак и вулгарне.” Критиковао је и њено представљање номинованих за најбољи дизајн костима, назвавши га предугим и безукусним. Џон Хартл, филмски критичар из The Seattle Times-а, описао је церемонију као „најдужу и, вероватно, најдосаднију доделу одкара века, која је трајала четири сата.”
Међутим, други медији су програм оценили позитивно. Роберт Бианко, телевизијски колумниста из USA Today-а, похвалио је наступ Голдберг, написавши да му се допао „оштрији, друштвено свеснији тон који је донела”. Метју Гилберт, критичар The Boston Globe-а, коментарисао је: „Била је то савршена година са довољно интрига из Холивуда и темама које су Вупи омогућиле да се игра.” Џоан Остроу из The Denver Post-а додала је да је „Вупи заиста била у елементу, више него у својим претходним наступима.” Закључила је да је „емисија била изузетно глатка”.

### Гледаност и пријем
Америчка телевизијска емисија на мрежи Еј-Би-Си просечно је привукла 45,51 милион гледалаца, што је за 18% мање у односу на претходну годину. Процењује се да је 78,1 милион људи погледало барем део церемоније. Рејтинзи мерења гледаности такође су били нижи у односу на претходну годину: 28,63% домаћинстава гледало је програм, уз шер од 47,79. Међу публиком узраста од 18 до 49 година забележен је рејтинг од 18,85, уз удео од 37,31.
У јулу 1999. године, церемонија је добила седам номинација на 51. додели награда Еми у ударном термину. Два месеца касније, освојила је две награде: за изузетну уметничку режију у варијететском или музичком програму (Рој Кристофер и Стивен Олсон) и за изузетно осветљење у драмској серији, варијететској емисији, мини серији, филму или специјалу (Роберт Дикинсон, Роберт Т. Барнхарт, Енди О’Рајли и Мет Форд).

### „In Memoriam“
Годишњи омаж „In Memoriam“ представила је глумица Анет Бенинг. Прилог је садржао извод из главне музичке теме филма Ever After, коју је компоновао Џорџ Фентон.
- Дејн Кларк – карактерни глумац
- Линвуд Г. Дан – специјални ефекти
- Џорџ В. Дејвис – уметнички директор
- Дик О'Нил – глумац
- Чарлс Ленг – сниматељ
- Норман Фел – глумац
- Џејмс Голдман – сценариста
- Винсент Винтер – дечји глумац
- Фреди Јанг – сниматељ
- Џон П. Вич – извршни директор
- И. Г. Маршал – глумац
- Жанет Нолан – глумица
- Алан Џ. Пакула – писац/режисер/продуцент
- Џером Робинс – режисер/кореограф
- Сузан Стразберг – глумица
- Џон Дерек – глумац
- Џон Адисон – композитор
- Жан Маре – глумац
- Ричард Кили – глумац
- Морин О'Саливан – глумица
- Фил Хартман – глумац/комичар
- Естер Рол – глумица
- Џин Рејмонд – глумац
- Бини Барнс – глумица
- Валери Хобсон – глумица
- Хунц Хол – дечји глумац
- Акира Куросава – режисер
- Алис Феј – глумица/певачица
- Роберт Јанг – глумац
- Роди Макдауел – глумац

Посебан омаж глумцу, певачу и некадашњем водитељу Оскара, Френку Синатри, представио је Џон Траволта. Касније је глумац Вал Килмер одржао омаж глумцима Џину Аутрију и Роју Роџерсу. Након приказивања сегмента „In Memoriam“, водитељка Вупи Голдберг и редитељ Стивен Спилберг одали су почаст филмском критичару Џину Сискелу и редитељу Стенлију Кјубрику.